# Ramón Marsal Ribó
Ramón Marsal Ribó   (Madrid, 12 de desembre de 1934 - Madrid, 22 de gener de 2007) fou un futbolista espanyol de la dècada de 1950.
Era fill d'una família burgesa catalana. Era conegut amb el sobrenom de El Nene. Destacà com a jugador als clubs Hèrcules CF, Reial Múrcia CF i Reial Madrid. És recordat per un gran gol marcat a l'Athletic de Bilbao jugant amb el Madrid. Va ser internacional amb la selecció espanyola. Una greu lesió de genoll amb només 24 anys propicià la seva retirada prematura del futbol.
Va jugar com a titular la final de la Copa d'Europa de 1956, que el Madrid va guanyar 4-3 a l'Stade de Reims i que inauguraría una ratxa de cinc victòries consecutives en aquesta competició.